# Mongol cirill ábécé
A módosított cirill betűs írás Mongólia hivatalos írása, mely az ország hivatalos nyelve a halha nyelvjárás leírására szolgál. A korábbi, arámi eredetű ujgur-mongol írást váltotta fel 1941. március 25-én a Mongol Népi Forradalmi Párt és a mongol kormány határozatára az új írás.

## A mongol cirill ábécé és annak átírása
| Cirill betű | Magyaros (népszerűsítő) átírás | Betűhű tudományos átírás | Magyar kiejtés szerint                                                |
| ----------- | ------------------------------ | ------------------------ | --------------------------------------------------------------------- |
| А а a       | a                              | а                        |                                                                       |
| aa          | á                              | ā                        | á                                                                     |
| Б б         | b                              | b                        | b                                                                     |
| В в         | v                              | w                        | v                                                                     |
| Г г         | g                              | g                        | g                                                                     |
| Д д         | d                              | d                        |                                                                       |
| Е е         | je                             | ye                       | je                                                                    |
| 'еэ         | jé                             | yē                       | jé                                                                    |
| 'еө         | jő                             | yȫ                       | jő                                                                    |
| Ё ё         | jo                             | yo                       | ja                                                                    |
| ёо          | jó                             | yō                       | jaa                                                                   |
| Ж ж         | dzs                            | ǰ                        | dzs                                                                   |
| З з         | dz                             | j                        | dz                                                                    |
| И и         | i                              | i                        | i                                                                     |
| Й й         | j                              | i                        | j                                                                     |
| ий          | í                              | ī                        | í                                                                     |
| К к         | k                              | k                        | k                                                                     |
| Л л         | l                              | l                        | l                                                                     |
| М м         | m                              | m                        | m                                                                     |
| Н н         | n                              | n                        | n                                                                     |
| О о         | o                              | o                        | a                                                                     |
| оо          | ó                              | ō                        | aa                                                                    |
| Ө ө         | ö                              | ö                        | ö                                                                     |
| өө          | ő                              | ȫ                        | ő                                                                     |
| П п         | p                              | p                        | p                                                                     |
| Р р         | r                              | r                        | r                                                                     |
| С с         | sz                             | s                        | sz                                                                    |
| Т т         | t                              | t                        | t                                                                     |
| У у         | u                              | u                        | o                                                                     |
| уу          | ú                              | ū                        | ó                                                                     |
| Ү ү         | ü                              | ü                        | u                                                                     |
| үү          | ű                              | ǖ                        | ú                                                                     |
| Ф ф         | f                              | f                        | f                                                                     |
| Х х         | h                              | x                        | h                                                                     |
| Ц ц         | c                              | c                        | c                                                                     |
| Ч ч         | cs                             | č                        | cs                                                                    |
| Ш ш         | s                              | š                        | s                                                                     |
| Щ щ         | scs                            | šč                       | lágy s                                                                |
| Ъ ъ         | -                              | ’                        | Önálló hangértékkel nem rendelkezik, csak a helyesírásban van szerepe |
| Ы ы         | í                              | ī                        | Önálló hangértékkel nem rendelkezik, csak a helyesírásban van szerepe |
| Ь ь         | i                              | ’                        | Önálló hangértékkel nem rendelkezik, csak a helyesírásban van szerepe |
| Э э         | e                              | e                        | i                                                                     |
| ээ          | é                              | ē                        | é                                                                     |
| Ю ю         | ju                             | yu                       | ju                                                                    |
| юу          | jú                             | yū                       | jó                                                                    |
| юү          | jű                             | yǖ                       | jú                                                                    |
| Я я         | ja                             | ya                       | ja                                                                    |
| яа          | já                             | yā                       | já                                                                    |

## Átírási mutatvány
Cirill
Мөcөн дээр мөнгөн aягa
Magyaros (népszerűsítő) átírás
Möszön dér möngön ajaga
Betűhű tudományos átírás
Mösön dēr möngön ayaga
Magyar kiejtés szerint
Möszön dér möngön ajag
Fordítás
Jégen ezüstcsésze (mongol találós kérdés, megoldás: Hold)
Szószedet
- мөc, мөcөн (mösz, möszön | mös, mösön): jég
- дээр (dér | dēr): valamin felül/fölül, fenn/fönn, rajta, rá, fel/fel
- мөнгөн (möngön | möngön): ezüst
- aягa (ajaga | ayaga): csésze (lapos, általában igen díszes, ezüstből készült hagyományos mongol ívó csésze)